# Радостное (Крым)
Ра́достное (до 1948 года Безбайла́н, Без-Байла́н; укр. Радісне, крымскотат. Bez Baylan, Без Байлан) — село в Белогорском районе Республики Крым, входит в состав Земляничненского сельского поселения (согласно административно-территориальному делению Украины — Земляничненского сельского совета Автономной Республики Крым).

## Население
| 2001 | 2014 |
| ---- | ---- |
| 89   | ↗95  |

Всеукраинская перепись 2001 года показала следующее распределение по носителям языка
| Язык             | Человек | Процент |
| ---------------- | ------- | ------- |
| крымскотатарский | 44      | 49,44   |
| русский          | 40      | 44,94   |
| греческий        | 2       | 2,25    |
| украинский       | 2       | 2,25    |

### Динамика численности
| - 1889 год — 44 чел. - 1892 год — 12 чел. - 1900 год — 0 чел. - 1915 год — 0 чел. - 1926 год — 48 чел. | - 1939 год — 102 чел. - 1989 год — 85 чел. - 2001 год — 89 чел. - 2009 год — 80 чел. - 2014 год — 95 чел. |

## Современное состояние
На 2017 год в Радостном числится 4 улицы; на 2009 год, по данным сельсовета, село занимало площадь 19,7 гектара на которой, в 38 дворах, проживало 80 человек. Радостное связано автобусным сообщением с райцентром и соседними населёнными пунктами.

## География
Радостное расположено на востоке района, на юго-восточном склоне горы Кубалач Внутренней гряды Крымских гор, в верхней части долины Индола (Су-Индол), на левом берегу реки, высота центра села над уровнем моря — 356 м. Соседние сёла: Еленовка в 1 км на запад по шоссе и Тополевка в 2,7 км на северо-восток.
Расстояние до райцентра — около 30 километров (по шоссе), до ближайшей железнодорожной станции Феодосия — примерно 57 километров. Транспортное сообщение осуществляется по региональной автодороге 35К-003 Симферополь — Феодосия (по украинской классификации — P-23). В селе находится многоводный источник Без-Байлян, по преданию обладающий целебными свойствами, у которого и образовалось одноимённое селение.

## История
Впервые в доступных документах селение встречается в «Памятной книге Таврической губернии 1889 года» (по результатам Х ревизии 1887 года), где в Салынской волости записан Безбайлян с 11 дворами и 44 жителями. На верстовой карте 1890 года обозначен хутор Безбалан без указания числа дворов. По «…Памятной книжке Таврической губернии на 1892 год» в Безбайлане, входившем в Коперликойское сельское общество, числилось 12 жителей в 1 домохозяйстве.
После земской реформы 1890-х годов, которая в Феодосийском уезде прошла после 1892 года, деревня осталась в составе Салынской волости. По «…Памятной книжке Таврической губернии на 1900 год» на хуторе Без-Байлан, не входившем ни в одно сельское общество, жителей и домохозяйств не числилось. По Статистическому справочнику Таврической губернии. Ч.II-я. Статистический очерк, выпуск пятый Феодосийский уезд, 1915 год, на немецком хуторе братьев Пуб Безбайляны Салынской волости Феодосийского уезда числился 1 двор без населения. Согласно списку 1915 года «…русских подданных из австрийских, венгерских или германских выходцев» землевладельцев, опубликованном в газете «Таврические губернские ведомости» в апреле 1915 года, при деревне Безбайлан значатся крымские немцы: Безлер Генрих Матиасович, имевший 280 десятин земли и Пуб Андрей, Иосиф, Антон, Фридриховичи и наследники умершаго их родного брата Петра — 98 десятин пахотной земли, 200 дес. леса и 12 дес. сада.
После установления в Крыму Советской власти, по постановлению Крымревкома от 8 января 1921 года была упразднена волостная система и село вошло в состав вновь созданного Карасубазарского района Симферопольского уезда, а в 1922 году уезды получили название округов. 11 октября 1923 года, согласно постановлению ВЦИК, в административное деление Крымской АССР были внесены изменения, в результате которых округа ликвидировались, Карасубазарский район стал самостоятельной административной единицей и село включили в его состав. Согласно Списку населённых пунктов Крымской АССР по Всесоюзной переписи 17 декабря 1926 года, в хуторе и совхозе Безбайлан, Орталанского сельсовета Карасубазарского района, числилось 9 дворов, из них 7 крестьянских, население составляло 48 человек, из них 24 немца, 17 русских и 7 греков. По данным всесоюзной переписи населения 1939 года в селе проживало 102 человека. Вскоре после начала Великой Отечественной войны, 18 августа 1941 года крымские немцы, в том числе из Безбайлана, были выселены, сначала в Ставропольский край, а затем в Сибирь и северный Казахстан.
После освобождения Крыма, 12 августа 1944 года было принято постановление № ГОКО-6372с «О переселении колхозников в районы Крыма», в исполнение которого в район завезли переселенцев: 6000 человек из Тамбовской и 2100 — Курской областей, в том числе и в Безбайлан, а в начале 1950-х годов последовала вторая волна переселенцев из различных областей Украины. С 25 июня 1946 года Безбайлан в составе Крымской области РСФСР. Указом Президиума Верховного Совета РСФСР от 18 мая 1948 года, Безбайлан переименовали в Радостное. 26 апреля 1954 года Крымская область была передана из состава РСФСР в состав УССР. Время переподчинения Богатовскому сельсовету пока не установлено: на 15 июня 1960 года село уже числилось в его составе, как и на 1977 год. С отнесением к Земляничненскому сельсовету тоже пока нет ясности. По данным переписи 1989 года в селе проживало 85 человек. С 12 февраля 1991 года село в восстановленной Крымской АССР, 26 февраля 1992 года переименованной в Автономную Республику Крым. С 21 марта 2014 года в составе Крыма аннексировано Россией.